# Маяк Соммерс
Соммерс (фин. Someri, швед. Sommarö) — маяк, расположенный на острове Соммерс в Финском заливе.

## История маяка
Первый маяк появился на острове в 1808 году. Он представлял собою кирпичное здание белого цвета примерно в пять метров высотой с фонарем на вершине. В 1866 году фонарь был модернизирован, а высота маяка увеличилась до восьми метров. Фонарь был оснащён системой линз третьего класса и часовым механизмом, который поворачивал масляную лампу с двумя фитилями, что давало красноватый свет. В начале XX века на противоположном от маяка конце острова был установлен туманный горн. Рядом с маяком был расположен деревянный дом, в котором жил смотритель со своей семьёй.
В 1945 году на острове взамен прежнего возведён новый маяк, который продолжает службу по сей день. Его фокальная плоскость расположена на высоте 53 метра над уровнем моря. Маяк дает две белых вспышки каждые 10 секунд.